# ولاش (قرن هفتم)
ولاش (پارسی میانه: Wardākhsh/Walākhsh، پارسی دری: بلاش) از اشراف ایرانی از خاندان کارن بود که در سال ۶۶۵ میلادی فرمان‌روای تبرستان شد. او نوه یک اشرافی به نام «آذر ولاش» و در نتیجه از نوادگان زرمهر بود. زرمهر از اشراف بزرگ ایرانی بود که بسیاری از امورات ساسانیان را کنترل می‌کرد. در سال ۶۶۵، ولاش، باو که فرمان‌روای تبرستان بود را کشت و سپس قلمروی او را تسخیر کرد و تنها فرمانروای تبرستان شد. پسر باو، سهراب یکم، به دژی باوندی در مازندران گریخت تا از بلاش دور بماند. در ۶۸۳ م، سهراب با کشتن ولاش، کین پدرش را ستاند و سپس تبرستان را از ولاش باز پس‌ گرفت.